# Lliga maliana de futbol
La Lliga maliana de futbol (Malien Première Division) és la màxima competició futbolística de Mali, organitzada per la Fédération Malienne de Football. Va ser creada l'any 1966.
Es disputa entre gener i agost, participant-ne 14 equips que disputen un total de 26 partits. És una competició professional des del 2004.

## Clubs participants la temporada 2016

### Grup A
- AS Avenir (Tombouctou)
- AS Nianan (Koulikoro)
- AS Olympique de Messira (Bamako)
- AS Sabana (Mopti)
- Club Olympique de Bamako (Bamako)
- CS Duguwolofila (Koulikoro)
- Lafia Club de Bamako (Bamako)
- Onze Créateurs de Niaréla (Bamako)
- Stade Malien (Bamako)
- US Bougouni (Bougouni)

### Grup B
- AS Bakaridjan (Ségou)
- AS Bamako (Bamako)
- AS Police (Bamako)
- AS Real Bamako (Bamako)
- Débo Club (Mopti)
- Djoliba AC (Bamako)
- JS Centre Salif Keita (Bamako)
- Mamahira AC (Koulikoro)
- USC Kita
- USFAS Bamako (Bamako)

## Historial
Font:
- 1960:  Djoliba AC (1)[2]
- 1961-63: No es disputà[2]
- 1964:  AS Real Bamako (1)[2]
- 1965: No es disputà[2]
- 1966:  Djoliba AC (2)
- 1967:  Djoliba AC (3)
- 1968:  Djoliba AC (4)
- 1969:  AS Real Bamako (2)
- 1970:  Stade Malien (1)
- 1971:  Djoliba AC (5)
- 1972:  Stade Malien (2)
- 1973:  Djoliba AC (6)
- 1974:  Djoliba AC (7)
- 1975:  Djoliba AC (8)
- 1976:  Djoliba AC (9)
- 1977: No es disputà
- 1978: No es disputà
- 1979:  Djoliba AC (10)
- 1980:  AS Real Bamako (3)[2]
- 1981:  AS Real Bamako (4)
- 1982:  Djoliba AC (11)
- 1983:  AS Real Bamako (5)
- 1984:  Stade Malien (3)
- 1985:  Djoliba AC (12)
- 1986:  AS Real Bamako (6)
- 1987:  Stade Malien (4)
- 1988:  Djoliba AC (13)
- 1989:  Stade Malien (5)
- 1990:  Djoliba AC (14)
- 1991:  AS Real Bamako (7)
- 1992:  Djoliba AC (15)
- 1993:  Stade Malien (6)
- 1994:  Stade Malien (7)
- 1995:  Stade Malien (8)
- 1996:  Djoliba AC (16)
- 1997:  Djoliba AC (17)
- 1998:  Djoliba AC (18)
- 1999:  Djoliba AC (19)
- 2000:  Stade Malien (9)
- 2001:  Stade Malien (10)
- 2002:  Stade Malien (11)
- 2003:  Stade Malien (12)
- 2004:  Djoliba AC (20)
- 2005:  Stade Malien (13)
- 2006:  Stade Malien (14)
- 2007:  Stade Malien (15)
- 2008:  Djoliba AC (21)
- 2009:  Djoliba AC (22)
- 2000:  Stade Malien (16)
- 2011:  Stade Malien (17)
- 2012:  Djoliba AC (23)
- 2013:  Stade Malien (18)
- 2014:  Stade Malien (19)
- 2015:  Stade Malien (20)
- 2016:  Stade Malien (21)
- 2017: Campionat abandonat[3]
- 2018: No es disputà[4]
- 2019-20:  Stade Malien (22)
- 2020-21:  Stade Malien (23)
- 2021-22:  Djoliba AC (24)
- 2022-23:  AS Real Bamako (8)